# Państwa członkowskie Unii Europejskiej
Unia Europejska składa się z 27 państw członkowskich. Nowo wstępujące państwa, aby stać się członkiem Unii muszą:
- spełnić szereg kryteriów dotyczących sfery gospodarczej, politycznej, praw człowieka sformułowane w tzw. kryteriach kopenhaskich,
- zaakceptować w pełni i bez zastrzeżeń[1] acquis communautaire (w szczególności zasadę pierwszeństwa prawa wspólnotowego nad prawem krajowym),
- posiadać sprawnie działającą administrację i sądownictwo zdolne wyegzekwować unijne i wspólnotowe akty prawne.

## Członkowie Unii Europejskiej
| Wyłączając:                         |
| ----------------------------------- |
| Cypr Północny · Strefa buforowa ONZ |

| Wyłączając:              |
| ------------------------ |
| Grenlandia · Wyspy Owcze |

| Włączając:      |
| --------------- |
| Wyspy Alandzkie |

| Włączając:                                                                  |
| --------------------------------------------------------------------------- |
| Gujana Francuska · Gwadelupa · Majotta · Martynika · Reunion · Saint-Martin |

| Wyłączając: |
| --- |
| Nowa Kaledonia · Polinezja Francuska · Saint-Barthélemy · Saint-Pierre i Miquelon · Wallis i Futuna · Wyspa Clippertona · Francuskie Terytoria Południowe i Antarktyczne |

| Włączając: |
| ---------- |
| Athos      |

| Włączając:                          |
| ----------------------------------- |
| Ceuta · Melilla · Wyspy Kanaryjskie |

| Wyłączając:                                                      |
| ---------------------------------------------------------------- |
| Aruba · Bonaire · Curaçao · Saba · Sint Eustatius · Sint Maarten |

| Włączając:                      |
| ------------------------------- |
| Büsingen am Hochrhein Helgoland |

| Włączając:     |
| -------------- |
| Azory · Madera |

| Włączając:                |
| ------------------------- |
| Campione d’Italia Livigno |

## Byli członkowie Unii Europejskiej
| Włączając: |
| ---------- |
| Gibraltar  |

| Wyłączając: |
| --- |
| Guernsey · Jersey · Wyspa Man · Akrotiri i Dhekelia · Anguilla · Bermudy · Brytyjskie Terytorium Oceanu Indyjskiego · Brytyjskie Wyspy Dziewicze · Falklandy · Georgia Południowa i Sandwich Południowy · Kajmany · Montserrat · Pitcairn · Turks i Caicos · Wyspa Świętej Heleny, Wyspa Wniebowstąpienia i Tristan da Cunha · Brytyjskie Terytorium Antarktyczne |

## Państwa nienależące do Unii Europejskiej, ale będące stroną układów i porozumień z UE
| Państwo       | Europejski Obszar Gospodarczy | Układ z Schengen                                                                                           | Strefa euro | Strefa VAT UE | Unia celna                                                                                       | Stosowanie prawa wspólnotowego                   | Kwestie militarne | Uwagi |
| ------------- | ----------------------------- | --- | ----------- | ------------- | ------------------------------------------------------------------------------------------------ | ------------------------------------------------ | ----------------- | --- |
| Islandia      | T                             | T | N           | N             | brak unii celnej, EOG zakłada strefę wolnego handlu i unię gospodarczą z pominięciem unii celnej | częściowo w ramach EOG                           | N                 | Zobacz też: Państwa kandydujące do Unii Europejskiej#Islandia                                                                             |
| Liechtenstein | T                             | [ 21 ] | N           | N             | brak unii celnej, EOG zakłada strefę wolnego handlu i unię gospodarczą z pominięciem unii celnej | częściowo w ramach EOG                           | N                 | W 1924 r. Liechtenstein wszedł w skład szwajcarskiego związku celnego. Zobacz też: Państwa kandydujące do Unii Europejskiej#Liechtenstein |
| Norwegia      | T                             | T | N           | N             | brak unii celnej, EOG zakłada strefę wolnego handlu i unię gospodarczą z pominięciem unii celnej | częściowo w ramach EOG                           | EU BGS            | Zobacz też: Państwa kandydujące do Unii Europejskiej#Norwegia                                                                             |
| Szwajcaria    | [ 22 ]                        | [ 21 ] | N           | N             | N                                                                                                | częściowo w ramach dwustronnych porozumień WE-CH | N                 | Zobacz też: Państwa kandydujące do Unii Europejskiej#Szwajcaria, Szwajcaria a Unia Europejska                                             |
| Monako        | N                             | (brak oficjalnego porozumienia, de facto brak kontroli granicznych)                                        | T           | T             | T                                                                                                | minimalnie                                       | N                 | Zobacz też: Państwa kandydujące do Unii Europejskiej#Monako                                                                               |
| San Marino    | N                             | (brak oficjalnego porozumienia, de facto brak kontroli granicznych)                                        | T           | N             | T                                                                                                | minimalnie                                       | N                 | Zobacz też: Państwa kandydujące do Unii Europejskiej#San Marino                                                                           |
| Watykan       | N                             | (brak oficjalnego porozumienia, de facto brak kontroli granicznych) Oficjalnie zainteresowany członkostwem | T           | N             | status niejasny                                                                                  | N                                                | N                 | Zobacz też:Stolica Apostolska a Unia Europejska                                                                                           |

## Państwa (i inne jednostki terytorialne) spoza Unii Europejskiej i niemające z nią porozumień
| Państwo    | Europejski Obszar Gospodarczy | Układ z Schengen | Strefa euro                                                         | Strefa VAT UE | Unia celna | Stosowanie prawa wspólnotowego | Kwestie militarne | Uwagi |
| ---------- | ----------------------------- | ---------------- | ------------------------------------------------------------------- | ------------- | ---------- | ------------------------------ | ----------------- | --- |
| Andora     | N                             | N                | (brak oficjalnego porozumienia, de facto euro w powszechnym użyciu) | N             | T          | minimalnie                     | N                 | Zobacz też: Państwa kandydujące do Unii Europejskiej#Andora                                                                    |
| Czarnogóra | N                             | N                | (brak oficjalnego porozumienia, de facto euro w powszechnym użyciu) | N             | N          | N                              | N                 | Zobacz też: Państwa kandydujące do Unii Europejskiej#Czarnogóra                                                                |
| Kosowo     | N                             | N                | (brak oficjalnego porozumienia, de facto euro w powszechnym użyciu) | N             | N          | N                              | N                 | Unia prowadzi obecnie misję policyjno-administracyjną EULEX Kosowo Zobacz też: Państwa kandydujące do Unii Europejskiej#Kosowo |

## Byłe terytoria należące do członków EWG/UE
- Algieria do 2 lipca 1962 terytorium francuskie
- Antigua (ob. Antigua i Barbuda) do 31 października 1981 terytorium brytyjskie
- Antyle Holenderskie do 10 października 2010 terytorium holenderskie
- Belize do 20 września 1981 terytorium brytyjskie
- Brunei do 31 grudnia 1984 terytorium brytyjskie
- Czad do 10 sierpnia 1960 terytorium francuskie
- Dahomej (ob. Benin) do 31 lipca 1960 terytorium francuskie
- Dominika do 2 listopada 1978 terytorium brytyjskie
- Francuskie Terytorium Afarów i Isów (ob. Dżibuti) do 26 czerwca 1977 terytorium francuskie
- Gabon do 16 sierpnia 1960 terytorium francuskie
- Górna Wolta (ob. Burkina Faso) do 4 sierpnia 1960 terytorium francuskie
- Grenada do 6 lutego 1974 terytorium brytyjskie
- Gwinea do 1 października 1958 terytorium francuskie
- Hongkong do 30 czerwca 1997 terytorium brytyjskie
- Kamerun do 31 grudnia 1959 terytorium powiernicze ONZ pod administracją francuską
- Kiribati do 11 sierpnia 1979 terytorium brytyjskie
- Komory do 5 lipca 1975 terytorium francuskie
- Kongo do 14 sierpnia 1960 terytorium francuskie
- Kongo Belgijskie (ob. Demokratyczna Republika Konga) do 30 czerwca 1960 terytorium belgijskie
- Madagaskar do 25 czerwca 1960 terytorium francuskie
- Makau do 19 grudnia 1999 terytorium portugalskie
- Mali do 19 czerwca 1960 terytorium francuskie
- Mauretania do 7 listopada 1960 terytorium francuskie
- Niger do 2 sierpnia 1960 terytorium francuskie
- Nowa Gwinea Holenderska do 30 września 1962 terytorium holenderskie
- Nowe Hebrydy (ob. Vanuatu) do 29 lipca 1980 kondominium brytyjsko-francuskie
- Republika Środkowoafrykańska do 12 sierpnia 1960 terytorium francuskie
- Rodezja Południowa (ob. Zimbabwe) od 12 grudnia 1979 do 16 kwietnia 1980 terytorium brytyjskie (do 11 grudnia 1979 formalnie terytorium brytyjskie jednak de facto niepodległe państwo Rodezja)
- Ruanda-Urundi (ob. Burundi i Rwanda) do 30 czerwca 1962 terytorium powiernicze ONZ pod administracją belgijską
- Saint Kitts i Nevis do 9 sierpnia 1983 terytorium brytyjskie
- Saint Lucia do 21 lutego 1979 terytorium brytyjskie
- Saint Vincent (ob. Saint Vincent i Grenadyny) do 26 października 1979 terytorium brytyjskie
- Senegal do 19 czerwca 1960 terytorium francuskie
- Somali Włoskie (ob. Somalia) do 30 czerwca 1960 terytorium powiernicze ONZ pod administracją Włoską
- Surinam do 24 listopada 1975 terytorium holenderskie
- Timor Wschodni – formalnie kolonia portugalska do 2002, jednak w 1976 roku zaanektowany przez Indonezję, której de facto był częścią do uzyskania niepodległości w 2002
- Togo do 26 kwietnia 1960 terytorium powiernicze ONZ pod administracją francuską
- Tuvalu do 30 września 1978 terytorium brytyjskie
- Wybrzeże Kości Słoniowej do 6 sierpnia 1960 terytorium francuskie
- Wyspy Bahama (ob. Bahamy) do 9 lipca 1973 terytorium brytyjskie
- Wyspy Salomona do 6 lipca 1978 terytorium brytyjskie

## Państwa członkowskie według formy rządów (stan na 1 stycznia 2020)

system prezydencki
system pół-prezydencki
system parlamentarny (republika)
system parlamentarny (monarchia)

system prezydencki
     system pół-prezydencki
     system parlamentarny (republika)
     system parlamentarny (monarchia)

## Państwa członkowskie według systemu administracyjnego (stan na 1 stycznia 2020)

państwa unitarne
państwa zregionalizowane
państwa zdecentralizowane
federacje

państwa unitarne
     państwa zregionalizowane
     państwa zdecentralizowane
     federacje

## System parlamentarny (stan na 1 lutego 2020)

unikameralizm
bikameralizm

unikameralizm
     bikameralizm

## Głowa państwa (stan na 1 lutego 2020)

monarcha
prezydent

monarcha
     prezydent